# F.A.E.-Sonate

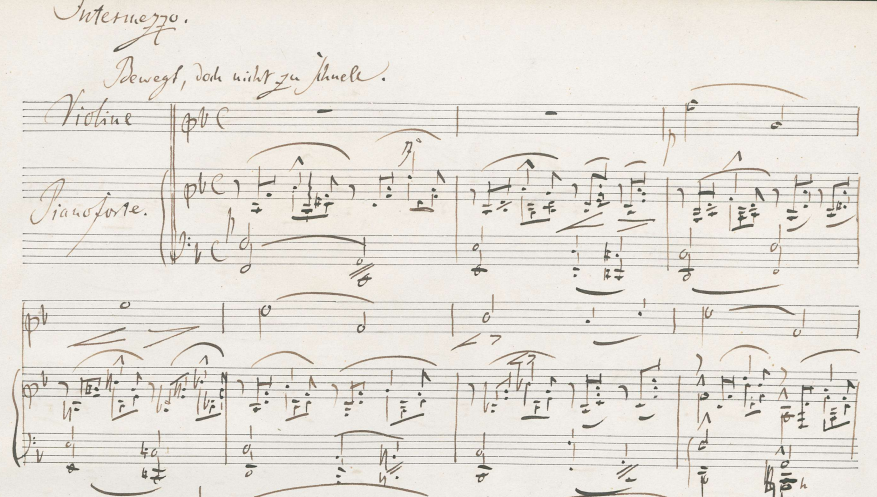
F.A.E.-Sonate, Beginn des 2. Satzes, Intermezzo, Autograph von Robert Schumann

Die sogenannte F.A.E.-Sonate (Schreibweise auch FAE-Sonate und ähnliche Varianten) für Violine und Klavier ist eine Gemeinschaftskomposition von Albert Dietrich, Robert Schumann und Johannes Brahms, die 1853 für den Geiger Joseph Joachim entstand.

## Entstehung und Uraufführung
Die Anwesenheit des Geigers Joseph Joachim in Düsseldorf, der dort am 27. Oktober 1853 die Fantasie für Violine und Orchester op. 131 von Robert Schumann uraufführen sollte, war der Anlass für die von Schumann angeregte Komposition einer Violinsonate zu Ehren Joachims. Schumann selbst übernahm zwei Sätze. Jeweils einen Satz komponierten der Schumann-Schüler Albert Dietrich und der zwanzigjährige Johannes Brahms, der sich als Gast der Familie Schumann in Düsseldorf aufhielt:
1. Allegro (Albert Dietrich)
2. Intermezzo. Bewegt, doch nicht zu schnell (Robert Schumann)
3. Scherzo. Allegro (Johannes Brahms)
4. Finale. Markiertes, ziemlich lebhaftes Tempo (Robert Schumann)

Das im Oktober 1853 entstandene Sonatenmanuskript wurde Joseph Joachim am 28. Oktober im Rahmen einer im Hause Schumanns stattfindenden Abendgesellschaft von der als Gärtnerin verkleideten Gisela von Arnim in einem Blumenkorb überreicht und anschließend mit Clara Schumann als Pianistin gespielt. Joachim konnte dabei unschwer die Komponisten den jeweiligen Sätzen zuordnen.

## Name
Das Motto F. A. E. entstand als Abkürzung für „Frei aber einsam“, Joseph Joachims Devise jener Zeit. Das Sonatenmanuskript trug auf dem Umschlag folgenden Titel:
F. A. E.
In Erwartung der Ankunft des verehrten und geliebten Freundes
Joseph Joachim
schrieben diese Sonate
Robert Schumann, Albert Dietrich und Johannes Brahms
In Noten umgesetzt, diente das Motto F-A-E zugleich als musikalisches Ausgangsmaterial der thematischen Bildungen, wie auch die in der Zueignung angedeutete  Umkehrung. Die Tonfolge F-A-E erscheint in den vier Sätzen, auch in veränderter Reihenfolge, teils als deutliches Motiv, teils geht sie in Themen und Begleitfiguren ein. Am deutlichsten tritt sie in den Sätzen von Albert Dietrich und Robert Schumann zutage, ziemlich versteckt bei Johannes Brahms. Hinsichtlich der Themenbildung scheint es Absprachen zwischen Dietrich und Brahms gegeben zu haben.

## Publikationen
Schumann erweiterte seine beiden zur F.A.E.-Sonate beigetragenen Sätze unmittelbar nach der Fertigstellung um einen Kopfsatz und ein Scherzo aus eigener Hand, wodurch sich diese vier Sätze zu seiner 3. Violinsonate a-Moll ergänzten. Diese wurde zwar zu seinen Lebzeiten noch verschiedentlich privat musiziert, jedoch erst 1956 publiziert.
Die F.A.E.-Sonate blieb in Joachims Besitz und ebenfalls für lange Zeit ungedruckt. 1906 wurde das von Brahms komponierte Scherzo c-Moll ohne Opuszahl (später auch als WoO 2 geführt) als eigenständiges Instrumentalstück durch die Deutsche Brahmsgesellschaft bei N. Simrock (Berlin) herausgegeben. Erst 1935 erschien die erste gesamthafte Ausgabe aller vier Sätze.